# Литвиненко Сергій Анатолійович
Сергій Анатолійович Литвиненко (нар. 15 лютого 1968, Полтава) — український підприємець, політик. Народний депутат України 9-го скликання.

## Життєпис
Закінчив Чернігівський педагогічний інститут (спеціальність «Вчитель фізичного виховання»), Ужгородський національний університет (спеціальність «Юрист правознавства»), Національний університет харчових технологій (спеціальність «Харчові технології»).
Займався комерційною діяльністю у сфері агропромислового комплексу. Фізична особа-підприємець.
Директор підприємства.

### Політика
Кандидат у народні депутати від партії «Слуга народу» на парламентських виборах 2019 року (виборчий округ № 156, Березнівський, Костопільський, Сарненський райони). На час виборів: виконувач обов'язків директора ДП «Зірненський спиртовий завод», проживає в м. Березне Рівненської області. Безпартійний.
Член Комітету ВРУ з питань аграрної та земельної політики.

## Критика
Помічений рухом «Чесно» у грубих порушеннях регламенту Верховної Ради та Конституції України — не персональному голосуванні за іншого депутата, Олександра Скічка, під час голосування за включення до порядку денного сесії законопроєкту про внесення змін до статей 85 та 101 Конституції. Факт порушення Конституції був зафіксований завдяки трансляції «Радіо Свобода» та стався 3 вересня о 17:52. Через це Литвиненко обіцяв віддати свою місячну зарплату до благодійних фондів.
Також, нардеп у поданих деклараціях занижував вартість майна і не вказав про авто сина.
Литвиненко заявляв про бажання провести вибори на тимчасово окупованих військами РФ територіях Донецької та Луганської областей, що викликало критику. Так, 24 червня у Рівненьській області на виборчому окрузі депутата сталася бійка між партією Національний корпус та представниками Литвиненка.

## Нагороди
- Знак Профспілки працівників АПК України «За розвиток соціального партнерства»[3].